# Bill Lawrence (Musiker)
Bill Lawrence, eigentlich Willi Lorenz Stich, auch unter den Künstlernamen Billy Lorento und Bela Lorentowsky bekannt, (* 24. März 1931 in Köln-Wahn; † 2. November 2013) war ein deutsch-US-amerikanischer Musiker, Entwickler und Unternehmer der Musikinstrumentenindustrie.

## Leben
Lawrence war im Nachkriegsjahrzehnt unter dem Namen Billy Lorento als Jazzgitarrist und Sessionmusiker aktiv. Gleichzeitig beschäftigte er sich mit der Verbesserung und grundsätzlichen technischen Konstruktion seiner Instrumente, insbesondere mit elektrotechnischen Fragen der Verstärkung und Tonabnahme. Dies führte zu Kooperationen mit den US-amerikanischen Gitarrenherstellern Fender und der Gibson Guitar Corporation sowie mit der deutschen Firma Framus, die seine Ideen aufnahm und in den Billy-Lorento-Modellen umsetzte.